# Звёздные войны: Войны клонов (мультфильм)
«Звёздные во́йны: Во́йны кло́нов» (англ. Star Wars: The Clone Wars) — полнометражный мультфильм во франшизе «Звёздные войны», срежиссированный Дейвом Филони и спродюсированный компаниями Lucasfilm и Warner Bros. Pictures. Выход мультфильма в большинстве стран мира состоялся в августе 2008 года, а в России — в октябре этого же года.
Данный мультфильм является пилотным эпизодом одноимённого сериала, показ которого состоялся спустя два месяца, в октябре 2008 года на телеканале Cartoon Network, а его события (как и сериала) разворачиваются между вторым и третьим эпизодами «саги Скайуокера». По сюжету, сына одного из членов криминальной семьи хаттов, Джаббы, похищают приспешники Конфедерации независимых систем (Сепаратисты) под предводительством графа Дуку, чтобы свалить вину на Галактическую Республику и, в частности, джедаев и ухудшить стратегические отношения с семьёй хаттов. В связи с этим, джедаи должны спасти сына Джаббы и помешать коварным планам Дуку.
После выхода, мультфильм получил в основном негативные отзывы за топорную анимацию и слабый сюжет. Несмотря на то, что мультфильм полностью окупился в прокате и показал неплохие сборы во время основного показа, он является наименее прибыльным полнометражным фильмом во всей франшизе.

## Сюжет
В Галактике во всю идут Войны клонов. Армия Галактической Республики пытается закрепить свои позиции во Внешнем Кольце, однако Сепаратисты захватывают всё больше гипермагистралей для передвижения флота. Рыцарь-джедай Энакин Скайуокер, вместе со своим бывшим учителем Оби-Ваном Кеноби и капитаном Рексом, возглавляет войска Республики против Сепаратистской армии на планете Кристофсис. Пока Республика ждёт подкрепления, на планету прибывает падаван Асока Тано, которую магистр Йода отдал Энакину на обучение, несмотря на протест последнего. В это время, командир Сепаратистов Лоатсом активирует энергетическое поле для защиты своих орудий. Вместе с Асокой, Энакин уничтожает энергетическое поле и даёт клонам возможность разгромить армию противника.
Тем временем Сепаратисты похищают Ротту, сына Джаббы. Оби-Ван ведёт переговоры с Джаббой, обещая безопасное возвращение его сына, а Энакин во главе армии клонов отправляется на планету Тет, чтобы спасти Ротту, которого держат в монастыре. Они с Асокой спасают заболевшего хатта и обнаруживают, что Дуку заманил двух джедаев в ловушку: Дуку сам инсценировал похищение, чтобы обвинить джедаев в этом, а Сепаратисты получили поддержку хаттов.
Пока Энакин и Асока бегут из монастыря вместе с Роттой и R2-D2, ученица Дуку, Асажж Вентресс, ранее убившая группу охотников за головами, которых Джабба послал за своим сыном, записывает разговор Асоки и Энакина, в котором Скайуокер выражает свою неприязнь к хаттам. Вентресс отправляет компромат графу, чтобы тот показал его Джаббе. Оби-Ван прибывает в монастырь и вступает в короткую дуэль с Вентресс. Тем временем сенатор Падме Амидала отправляется на Корусант, чтобы встретиться с дядей Джаббы, Зиро, и урегулировать отношения между Республикой и хаттами. Падме выясняет, что Зиро вступил в сговор с Дуку, чтобы подстроить гибель Джаббы, которая позволила бы первому захватить власть над кланом хаттов. Падме обнаруживают и берут в плен, но её вскоре спасает отряд клонов вместе с дроидом C-3PO, который и оповестил клонов о беде, а Зиро арестовывают.
Энакин и Асока отправляются на Татуин, чтобы вернуть Ротту отцу. Однако их корабль попадает под обстрел сил Сепаратистов и терпит крушение вдали от дворца Джаббы. На пути ко дворцу, Энакин сталкивается с Дуку, после чего они вступают в дуэль, в которой Дуку отметил возросшие навыки Энакина в сравнении с Битвой на Джеонозисе 2 месяца назад, когда он отрубил Энакину руку, однако он побеждает Скайуокера. Дуку видит, что у Энакина нет с собой Ротты, и что рюкзак был набит камнями как отвлекающий манёвр, чтобы Асока успела доставить Ротту Джаббе. Джедаи наконец прибывают во дворец и возвращают сына Джаббе, однако хатт тут же приказывает казнить их. В этот момент, Падме связывается с Джаббой и рассказывает ему о заговоре своего дяди, после чего тот заверяет её, что клан хаттов жестоко накажет Зиро. Граф Дуку отчитывается о поражении перед своим хозяином, Дартом Сидиусом, на что последний отвечает, что война только началась, а потому возможностей одолеть Республику будет предостаточно. Республика и клан хаттов подписывают договор, позволяющий Республиканским кораблям проходить через гипермагистрали последних.

## Роли озвучивали
- Мэтт Лантер — Энакин Скайуокер
- Эшли Экштейн — Асока Тано
- Джеймс Арнольд Тейлор — Оби-Ван Кеноби / 4-A7 / Дроид-медик
- Кристофер Ли — граф Дуку
- Ника Футтерман — Асажж Вентресс / TC-70
- Ди Брэдли Бейкер — капитан Рекс / коммандер Коди / клоны
- Том Кэйн[англ.] — магистр Йода / рассказчик / адмирал Юларен
- Сэмюэл Л. Джексон — Мейс Винду[2]
- Йен Эберкромби — канцлер Палпатин
- Кэтрин Тайбер[англ.] — Падме Амидала
- Энтони Дэниелс — C-3PO[2]
- Кори Бертон — Зиро Хатт / генерал Лотсом / KRONOS-327
- Кевин Майкл Ричардсон — Джабба Хатт
- Мэттью Вуд[англ.] — Боевые дроиды

## Музыка
Музыкальное сопровождение для «Звёздных войн: Войны клонов» было написано Кевином Кайнером. Оригинальный саундтрек к фильму был выпущен Sony Classical 12 августа 2008 года. Диск начинается с основной темы Джона Уильямса, за которым следуют более 30 отдельных музыкальных реплик, написанных Кайнером. Кайнер известен своими работами в таких сериалах, как Звёздные врата: SG-1, Звёздный путь: Энтерпрайз, Супербой и C.S.I.: Место преступления Майами. В саундтреке используются некоторые инструменты, которые ранее не звучали в музыке «Звёздных войн», включая эрхусы, дудуки и уды.
| №                   | Название                                  | Длительность |
| ------------------- | ----------------------------------------- | ------------ |
| 1.                  | «Star Wars Main Title & A Galaxy Divided» | 1:13         |
| 2.                  | «Admiral Yularen»                         | 0:57         |
| 3.                  | «Battle of Christophsis»                  | 3:20         |
| 4.                  | «Meet Ahsoka»                             | 2:45         |
| 5.                  | «Obi-Wan to the Rescue»                   | 1:24         |
| 6.                  | «Sneaking Under the Shield»               | 4:25         |
| 7.                  | «Jabba's Palace»                          | 0:46         |
| 8.                  | «Anakin vs. Dooku»                        | 2:18         |
| 9.                  | «Landing on Teth»                         | 1:44         |
| 10.                 | «Destroying the Shield»                   | 3:09         |
| 11.                 | «B'omarr Monastery»                       | 3:11         |
| 12.                 | «General Loathsom/Battle Strategy»        | 3:08         |
| 13.                 | «The Shield»                              | 1:37         |
| 14.                 | «Battle of Teth»                          | 2:45         |
| 15.                 | «Jedi Don't Run!»                         | 1:22         |
| 16.                 | «Obi-Wan's Negotiation»                   | 2:08         |
| 17.                 | «The Jedi Council»                        | 2:05         |
| 18.                 | «General Loathsom/Ahsoka»                 | 3:40         |
| 19.                 | «Jabba's Chamber Dance»                   | 0:42         |
| 20.                 | «Ziro Surrounded»                         | 2:21         |
| 21.                 | «Scaling the Cliff»                       | 0:45         |
| 22.                 | «Ziro's Nightclub Band»                   | 0:54         |
| 23.                 | «Seedy City Swing»                        | 0:35         |
| 24.                 | «Escape from the Monastery»               | 3:13         |
| 25.                 | «Infiltrating Ziro's Lair»                | 2:22         |
| 26.                 | «Courtyard Fight»                         | 2:42         |
| 27.                 | «Dunes of Tatooine»                       | 2:00         |
| 28.                 | «Rough Landing»                           | 3:04         |
| 29.                 | «Padmé Imprisoned»                        | 0:51         |
| 30.                 | «Dooku Speaks with Jabba»                 | 1:28         |
| 31.                 | «Fight to the End»                        | 3:59         |
| 32.                 | «End Credits»                             | 0:52         |
| Общая длительность: | Общая длительность:                       | 1:07:39      |

## Кассовые сборы
В первые выходные собрал более 14 млн $ (третье место). В прокате был с 15 августа по 13 ноября 2008, наибольшее число показов — в 3452 кинотеатрах единовременно. За время проката собрал в мире 68 282 844 $ (79-е место по итогам года) из них:
- сборы в США — 35 161 554 $ (81 место по итогам года)
- сборы в мире — 33 121 290 $, из них в странах СНГ — 1 294 286 $

## Критика
Мультфильм был достаточно прохладно встречен критиками. Был номинирован на антипремию «Золотая малина» в категории «Худший приквел, сиквел, ремейк или плагиат» (худшим в тот год был признан фильм Стивена Спилберга «Индиана Джонс и Королевство хрустального черепа»).
На агрегаторе рецензий Rotten Tomatoes рейтинг одобрения составляет 18 % на основе 171 отзывов со средней оценкой 4,2 из 10. Критический консенсус сайта гласит: «Механическая анимация и далеко не лучший сценарий делают „Войны клонов“ бледной тенью некогда великой франшизы Джорджа Лукаса». На Metacritic средневзвешенная оценка составила 35 из 100 на основе 30 обзоров критиков, что указывает на «в целом неблагоприятные отзывы».